# Faders up 2 - Live in Amsterdam
Faders Up 2 - Live in Amsterdam is een livealbum van de Belgische hardrockband Triggerfinger dat in mei 2012 werd uitgegeven bij het label Excelsior Recordings. Het album werd in november 2011 opgenomen tijdens drie concerten in de Melkweg in Amsterdam en tijdens diverse andere opnamedata, gezien de diversiteit aan bonustracks vanaf het nummer I follow rivers, dat al eerder een enorme hit opleverde. 

## Tracklist
Disc 1
Disc 2

## Line-up
- Ruben Block - gitaar, zang
- Paul Van Bruystegem - bas, achtergrondzang
- Mario Goossens - drums, achtergrondzang

## Hitnoteringen

### NederlandseAlbum Top 100
| Hitnotering: (Week 1 t/m 19) 26-05-2012 t/m 29-09-2012 Hitnotering: (Week 20) 10-11-2012 | Hitnotering: (Week 1 t/m 19) 26-05-2012 t/m 29-09-2012 Hitnotering: (Week 20) 10-11-2012 | Hitnotering: (Week 1 t/m 19) 26-05-2012 t/m 29-09-2012 Hitnotering: (Week 20) 10-11-2012 | Hitnotering: (Week 1 t/m 19) 26-05-2012 t/m 29-09-2012 Hitnotering: (Week 20) 10-11-2012 | Hitnotering: (Week 1 t/m 19) 26-05-2012 t/m 29-09-2012 Hitnotering: (Week 20) 10-11-2012 | Hitnotering: (Week 1 t/m 19) 26-05-2012 t/m 29-09-2012 Hitnotering: (Week 20) 10-11-2012 | Hitnotering: (Week 1 t/m 19) 26-05-2012 t/m 29-09-2012 Hitnotering: (Week 20) 10-11-2012 | Hitnotering: (Week 1 t/m 19) 26-05-2012 t/m 29-09-2012 Hitnotering: (Week 20) 10-11-2012 | Hitnotering: (Week 1 t/m 19) 26-05-2012 t/m 29-09-2012 Hitnotering: (Week 20) 10-11-2012 | Hitnotering: (Week 1 t/m 19) 26-05-2012 t/m 29-09-2012 Hitnotering: (Week 20) 10-11-2012 | Hitnotering: (Week 1 t/m 19) 26-05-2012 t/m 29-09-2012 Hitnotering: (Week 20) 10-11-2012 | Hitnotering: (Week 1 t/m 19) 26-05-2012 t/m 29-09-2012 Hitnotering: (Week 20) 10-11-2012 | Hitnotering: (Week 1 t/m 19) 26-05-2012 t/m 29-09-2012 Hitnotering: (Week 20) 10-11-2012 | Hitnotering: (Week 1 t/m 19) 26-05-2012 t/m 29-09-2012 Hitnotering: (Week 20) 10-11-2012 | Hitnotering: (Week 1 t/m 19) 26-05-2012 t/m 29-09-2012 Hitnotering: (Week 20) 10-11-2012 | Hitnotering: (Week 1 t/m 19) 26-05-2012 t/m 29-09-2012 Hitnotering: (Week 20) 10-11-2012 | Hitnotering: (Week 1 t/m 19) 26-05-2012 t/m 29-09-2012 Hitnotering: (Week 20) 10-11-2012 | Hitnotering: (Week 1 t/m 19) 26-05-2012 t/m 29-09-2012 Hitnotering: (Week 20) 10-11-2012 | Hitnotering: (Week 1 t/m 19) 26-05-2012 t/m 29-09-2012 Hitnotering: (Week 20) 10-11-2012 | Hitnotering: (Week 1 t/m 19) 26-05-2012 t/m 29-09-2012 Hitnotering: (Week 20) 10-11-2012 | Hitnotering: (Week 1 t/m 19) 26-05-2012 t/m 29-09-2012 Hitnotering: (Week 20) 10-11-2012 | Hitnotering: (Week 1 t/m 19) 26-05-2012 t/m 29-09-2012 Hitnotering: (Week 20) 10-11-2012 | Hitnotering: (Week 1 t/m 19) 26-05-2012 t/m 29-09-2012 Hitnotering: (Week 20) 10-11-2012 |
| Week:                                                                                    | 1                                                                                        | 2                                                                                        | 3                                                                                        | 4                                                                                        | 5                                                                                        | 6                                                                                        | 7                                                                                        | 8                                                                                        | 9                                                                                        | 10                                                                                       | 11                                                                                       | 12                                                                                       | 13                                                                                       | 14                                                                                       | 15                                                                                       | 16                                                                                       | 17                                                                                       | 18                                                                                       | 19                                                                                       |                                                                                          | 20                                                                                       |                                                                                          |
| ---------------------------------------------------------------------------------------- | ---------------------------------------------------------------------------------------- | ---------------------------------------------------------------------------------------- | ---------------------------------------------------------------------------------------- | ---------------------------------------------------------------------------------------- | ---------------------------------------------------------------------------------------- | ---------------------------------------------------------------------------------------- | ---------------------------------------------------------------------------------------- | ---------------------------------------------------------------------------------------- | ---------------------------------------------------------------------------------------- | ---------------------------------------------------------------------------------------- | ---------------------------------------------------------------------------------------- | ---------------------------------------------------------------------------------------- | ---------------------------------------------------------------------------------------- | ---------------------------------------------------------------------------------------- | ---------------------------------------------------------------------------------------- | ---------------------------------------------------------------------------------------- | ---------------------------------------------------------------------------------------- | ---------------------------------------------------------------------------------------- | ---------------------------------------------------------------------------------------- | ---------------------------------------------------------------------------------------- | ---------------------------------------------------------------------------------------- | ---------------------------------------------------------------------------------------- |
| Positie:                                                                                 | 3                                                                                        | 3                                                                                        | 12                                                                                       | 9                                                                                        | 14                                                                                       | 18                                                                                       | 15                                                                                       | 32                                                                                       | 35                                                                                       | 41                                                                                       | 45                                                                                       | 49                                                                                       | 51                                                                                       | 30                                                                                       | 43                                                                                       | 40                                                                                       | 74                                                                                       | 78                                                                                       | 86                                                                                       | uit                                                                                      | 63                                                                                       | uit                                                                                      |

### VlaamseUltratop 200Albums
| Hitnotering: 26-05-2012 t/m | Hitnotering: 26-05-2012 t/m | Hitnotering: 26-05-2012 t/m | Hitnotering: 26-05-2012 t/m | Hitnotering: 26-05-2012 t/m | Hitnotering: 26-05-2012 t/m | Hitnotering: 26-05-2012 t/m | Hitnotering: 26-05-2012 t/m | Hitnotering: 26-05-2012 t/m | Hitnotering: 26-05-2012 t/m | Hitnotering: 26-05-2012 t/m | Hitnotering: 26-05-2012 t/m | Hitnotering: 26-05-2012 t/m | Hitnotering: 26-05-2012 t/m | Hitnotering: 26-05-2012 t/m | Hitnotering: 26-05-2012 t/m | Hitnotering: 26-05-2012 t/m | Hitnotering: 26-05-2012 t/m | Hitnotering: 26-05-2012 t/m | Hitnotering: 26-05-2012 t/m | Hitnotering: 26-05-2012 t/m |
| Week:                       | 1                           | 2                           | 3                           | 4                           | 5                           | 6                           | 7                           | 8                           | 9                           | 10                          | 11                          | 12                          | 13                          | 14                          | 15                          | 16                          | 17                          | 18                          | 19                          | 20                          |
| --------------------------- | --------------------------- | --------------------------- | --------------------------- | --------------------------- | --------------------------- | --------------------------- | --------------------------- | --------------------------- | --------------------------- | --------------------------- | --------------------------- | --------------------------- | --------------------------- | --------------------------- | --------------------------- | --------------------------- | --------------------------- | --------------------------- | --------------------------- | --------------------------- |
| Positie:                    | 7                           | 1                           | 2                           | 2                           | 3                           | 7                           | 9                           | 11                          | 12                          | 12                          | 17                          | 19                          | 26                          | 19                          | 29                          | 33                          | 39                          | 47                          | 64                          | 52                          |
| Week:                       | 21                          | 22                          | 23                          | 24                          | 25                          | 26                          | 27                          | 28                          | 29                          | 30                          | 31                          | 32                          | 33                          | 34                          | 35                          | 36                          | 37                          | 38                          | 39                          | 40                          |
| Positie:                    | 65                          | 103                         | 104                         | 130                         | 85                          | 88                          | 69                          | 132                         | 115                         |                             |                             |                             |                             |                             |                             |                             |                             |                             |                             |                             |